# Бандурко, Вениамин Алексеевич
Вениамин Алексеевич Бандурко — советский государственный деятель, председатель Краснодарского горисполкома (1977—1984).
Родился 7 июля 1928 года.
Окончил Кубанский политехнический институт.
Работал на Краснодарском заводе измерительных приборов мастером, инженером, заместителем начальника цеха, заместителем секретаря парткома ЗИП. Затем — второй секретарь Первомайского райкома, первый секретарь Октябрьского райкома КПСС Краснодара.
С августа 1977 по сентябрь 1984 года председатель Краснодарского горисполкома.
Под его руководством была разработана программа, которая легла в основу Постановления Совета Министров СССР «О мерах по развитию в 1978—1986 гг. городского хозяйства Краснодара».
В период его руководства в Краснодаре построено 2 млн м² жилья, 11 поликлиник и 6 больниц. Троллейбусную линию с улицы Карла Либкнехта (ныне Ставропольская) протянули до аэропорта.
В 1984—1988 гг. заместитель председателя Краснодарского краевого комитета народного контроля.
С 1988 г. на пенсии.
Награждён двумя орденами Трудового Красного Знамени, орденом «Знак Почёта».
Решением городской Думы от 17 июля 2008 года присвоено звание «Почетный гражданин города Краснодара».
Умер 18 ноября 2022 года на 95-м году жизни.